# 趙治勲
趙 治勲（ちょう・ちくん、チョ・チフン、1956年6月20日 - ）は、日本棋院所属の囲碁棋士。名誉名人・二十五世本因坊。韓国釜山広域市出身。血液型はB型。木谷實九段門下。号は本因坊治勲（ほんいんぼう ちくん）。
タイトル獲得数歴代2位。三大タイトル獲得数歴代1位。史上初の大三冠、グランドスラム、名人5連覇、本因坊10連覇、通算1600勝など数々の記録を樹立。大一番での勝負強さから「七番勝負の鬼」の異名も取った。
棋道賞最優秀棋士賞9回、秀哉賞9回。6年連続賞金ランキング1位。
叔父に囲碁棋士の趙南哲、兄も囲碁棋士の趙祥衍。本貫は豊壌趙氏。

## 来歴

### 生い立ち
1956年6月、大韓民国釜山広域市に生まれる。父方の祖父は地方銀行の支店長でかなりの資産家であり、母方の祖父は地方財閥で役人が出入りする家だった。しかし朝鮮戦争後は、治勲の父母は無一文になっていた。兄弟は兄が3人、姉が3人おり、治勲は7人兄弟の末っ子だった。
出生したときの名前は「豊衍（ほうえん、韓国語読みはプンヨン）」だったが、まだ1歳か2歳の頃に家の外でお坊さんが通りかかり「名前を変えれば、この子は将来かならず大成する」と言われたことで、治勲と改名した。
碁は4歳頃から打ち始めた。父も打てたがかなり弱かった。父は鉄道会社にわずかに務めたことがあるものの無職だったので暇を持て余し治勲を碁会所に連れて行った。碁を覚えて1年くらいでアマ五段になった。
先に長兄の趙祥衍が訪日して木谷道場に入門していた。韓国では叔父・趙南哲に次ぐ打ち手だった祥衍だが、当時囲碁の世界最強国だった日本ではレベルが違いすぎた。そこで祥衍は家に手紙を出して「ぼくはもう遅かった。いまからでも間に合う。治勲を日本で鍛えてもらったほうがいい」と両親や親戚の説得を始めた。父は猛反対したものの祥衍の説得に負けてしぶしぶ承知した。この6歳までの記憶は治勲には無いという。

### 来日・入門
来日した日から木谷の内弟子として四谷道場に住み込み始めた。その頃道場には10人くらいの内弟子と同数くらいの通い弟子がいた。門下になった翌日に木谷一門百段突破祝賀会が開かれ、そのアトラクションの一つとして当時六段だった林海峰（現・名誉天元）に5子置きで打つことになった。118手で中押し勝ちした。
父は日本語が達者で会話も読み書きもできたが治勲は日本に来るまで日本語を知らなかった。しかし来日後すぐに覚えベラベラと喋れるようになり、口の減らない子どもとなっていた。また様々なイタズラをした。
7歳で日本棋院の院生となった。それまでの入段最年少記録は林海峰の13歳だったが、治勲は来日前後から10歳までに入段して新記録をつくるだろうと予想されるなど大きな期待を寄せられていた。しかし10歳までの治勲は怠け者であり修行に身が入らなかった。木谷道場の方針も強制的には勉強させないというものだったためより不勉強になってしまった。そのため毎回入段手合の準予選の段階で落ちていた。周囲の落胆は大きく治勲は早くもタダの人かといった批判が広まった。
学校は東京韓国学院という在日韓国人の子弟のための教育施設に通った。入学した途端、典型的な落ちこぼれになり小学1年から登校拒否になった。道場から出ると兄の祥衍の住むアパートで暇を潰していた。土曜日だけは授業が半日だったのでずっと無遅刻・無欠席を通した。しかし学校の教師からも見放されており、運動会にも遠足にも1回も参加しなかった。中学を卒業した後、高校にも1,2か月在学したが退学した。
入段に失敗し続けてたある日、2番目の姉から呼び出され「治勲ちゃん、どうする？いくらやっても毎年入段がダメなら、それはそれでしかたがないから、姉さんといっしょに韓国に帰りましょう。いつまで日本にいても、しょうがないものね」と言い涙した。それを見た治勲は無性に悲しくなりまた姉を悲しませた自分が無性に腹立たしくなってきた。そしてしっかり勉強して来年入段できなかったら韓国に帰ると約束した。この時もし韓国に帰ることとなったらみっともなさのあまり死を覚悟したという。それからはよく勉強した。

### 入段・初タイトル
1968年に11歳9か月で入段手合の準予選に上がり予選を勝ち、そのまま本戦も通過して入段した (当時の入段最年少記録)。入段してからは碁を打つことが生きがいとなった。同年二段に昇段。1969年 三段に昇段。1970年 四段に昇段。
治勲が13歳の時、兄弟子の石田芳夫（現・二十四世本因坊秀芳）が22歳の史上最年少で本因坊位を獲得する。この頃石田に続けて何局か先で打ってもらい、その時の後の印象が今でも鮮明に記憶に焼き付いている。
1971年、15歳で五段に昇段。
1973年、新鋭トーナメント戦に優勝し、初タイトル。大手合33連勝を記録。六段に昇段。
1974年に木谷道場が四谷から神奈川の平塚に移った。その際、年長の弟子はみな独立したため治勲が一番の兄弟子となった。この時一緒に移ったのは信田成仁（現六段）と園田泰隆（現九段）の2人。
1975年、12年間の内弟子生活から独立。この年、日本棋院選手権（天元戦の前身）の挑戦者となった。相手は坂田栄男九段（現・二十三世本因坊栄寿）5番勝負で第1局・第2局を勝ちきりあと1番勝てば優勝というところで韓国からも新聞社の取材班がドッと押し寄せた。あと1勝というところでそれまで張り詰めていた気持ちがわずかにゆるみ2連敗。最終局でもう負けようのない形勢になるも最後のヨセでポカをし逆転負けを喰らった。この敗戦でいままで自分の強さだけしか見えなかったものが、急に相手の強さと自分の弱さが見えるようになった。
プロ十傑戦に優勝し、初の公式タイトル獲得とともに、タイトル獲得の当時最年少記録となる。七段に昇段。

### 大三冠・グランドスラム
1976年に 第24期王座戦で兄弟子・大竹英雄と対局。2-1で破り20歳5か月で王座獲得 (当時の七大タイトル獲得最年少記録)。名人リーグ入り。1977年 結婚、のちに一男一女をもうける。1978年 八段に昇段。1979年 本因坊リーグ入り。第4期碁聖戦で大竹英雄九段を3-0で破り碁聖位を奪取。
1980年、第5期名人戦で大竹英雄名人を4-1（1無勝負）で破り名人位を奪取。韓国に帰国し銀冠文化勲章を受章。
1981年に4月九段に昇段。第36期本因坊戦で兄弟子の武宮正樹本因坊を4-2で破り本因坊位を奪取。史上4人目の名人本因坊となる。第6期名人戦で兄弟子の加藤正夫九段を4-0で破り名人位防衛。
1982年、第7期名人戦で大竹英雄九段を4-1で破り防衛。第37期本因坊戦で弟弟子のライバル・小林光一九段を4-2で破り防衛。第20期十段戦で大竹英雄九段を3-1で破り十段位を奪取。鶴聖、十段、本因坊、名人の四冠を制す。
1983年は第7期棋聖戦で藤沢秀行に挑戦し、3連敗後の4連勝で棋聖位を獲得。大三冠を達成し、棋聖位はその後3連覇。第8期名人戦で大竹英雄九段を4-1で破り防衛。千葉市に移住。第30回NHK杯優勝。
1984年、第9期名人戦で大竹英雄挑戦者を3連敗後4連勝で破り防衛。名人位5連覇、名人戦史上初の名誉名人の資格を得る。賞金ランキング1位。第3期NECカップ優勝。第8期棋聖戦で林海峯九段を4-2で破り防衛。
1985年は第9期棋聖戦で武宮正樹九段を4-3で破り防衛。第4期NECカップ優勝。
1986年1月6日、交通事故で全治3か月の重傷を負う。車椅子での対局となった棋聖戦で小林光一に棋聖位を奪われ無冠になるが、8月の第11期碁聖戦で大竹英雄九段を3-0で破り碁聖位を奪取。
1987年、第13期天元戦で小林光一天元を3-2で破り天元位を獲得し、史上初のグランドスラム（生涯七大タイトル制覇）を達成。1988年 第14期天元戦で苑田勇一九段を3-2で破り防衛。第26期十段戦で加藤正夫九段を3-2で破り十段位を奪取。

### 本因坊10連覇
1989年、第44期本因坊戦で武宮正樹本因坊を4-0で破り本因坊位を奪取。第27期十段戦で林海峯九段を3-0で破り十段位を防衛。1990年第45期本因坊戦で小林光一九段を4-3で破り防衛。1991年 第46期本因坊戦で小林光一九段を4-2で破り防衛。第1回竜星戦優勝。世界囲碁選手権富士通杯で、決勝で中国の銭宇平九段に不戦勝し優勝。この頃より内弟子をとりはじめる。
1992年に第47期本因坊戦で小林光一九段を4-3で破り防衛。第39回NHK杯優勝。1993年は第48期本因坊戦で山城宏九段を4-1で破り防衛。本因坊位5連覇、25世本因坊の資格を得る。第3回竜星戦優勝。
1994年、第18期棋聖戦で小林光一から棋聖位を奪還。翌1995年に弟弟子の小林覚に棋聖位を奪われるも、翌々年の1996年に再び奪還 (以後4連覇)。第49期本因坊戦で片岡聡九段を4-3で破り防衛。第42期王座戦で加藤正夫九段を3-2で破り王座位を奪取。賞金ランキングで10年ぶりに1位輝く。
1995年は第50期本因坊戦で加藤正夫九段を4-1で破り防衛。賞金ランキング1位。
1996年は第20期棋聖戦で小林覚棋聖を4-3で破り棋聖位を奪取。第21期名人戦で武宮正樹名人を4-1で破り名人位を奪取。賞金ランキング1位。 11年ぶりに名人奪取 (以後4連覇)。二度目の大三冠を達成し、翌年も保持。第51期本因坊戦で柳時熏七段を4-2で破り防衛。第43回NHK杯優勝。賞金ランキング1位。
1997年、第21期棋聖戦で武宮正樹九段を4-3で破り防衛。第22期名人戦で小林光一九段を4-2で破り防衛。第52期本因坊戦で加藤正夫九段を4-0で破り防衛。
1998年の第53期本因坊戦で王立誠九段を4-2で破り防衛。本因坊位10連覇。第22期棋聖戦で依田紀基九段を4-2で破り防衛。第23期名人戦で王立誠九段を4-2、1無勝負で破り防衛。賞金ランキング1位。

### 最多記録の更新
1999年の第24期名人戦で依田紀基九段を4-1で破り防衛。名人位四連覇。第23期棋聖戦で小林光一九段を4-2で破り防衛。賞金ランキング6年連続1位。2000年 第19期NEC杯優勝。
2001年の第49期王座戦で王立誠九段を3-0で破り王座位を奪取。第20期NEC杯、早碁選手権戦優勝。
2002年に名人戦挑戦。第35回早碁選手権戦、第9期阿含・桐山杯優勝。タイトル獲得65となり二十三世本因坊栄寿を抜きタイトル獲得数史上1位。
2003年、韓国の朴永訓九段に2-1で勝利し第8回三星火災杯世界オープン戦優勝。国際棋戦で12年ぶりの優勝。
2004年の第2回JALスーパー早碁優勝。
2005年には48歳7か月 (史上最年少)、入段から36年9か月 (史上最速)で史上3人目の通算1200勝を達成。同年、第43期十段戦で四連覇中の王立誠から十段位を奪還。
2006年の第44期十段戦で山下敬吾棋聖を相手に十段位を防衛。2007年 NHK杯囲碁トーナメントで11年ぶりに優勝、通算70個目のタイトル獲得。さらに同年4月第45期十段戦で山下敬吾棋聖王座を3-2で破り防衛。3連覇し、タイトル獲得数を71へ更新。阿含・桐山杯準優勝。
2008年に51歳11か月 (史上最年少)、入段から40年2か月 (史上最速)で史上2人目の通算1300勝達成。第32期棋聖戦挑戦者。NHK杯準優勝。
2010年の王座戦予選Aで林漢傑に勝利し、入段から公式戦通算1364勝 (729敗3ジゴ4無勝負)を挙げ、林海峰を抜いて勝数史上1位となる。阿含・桐山杯準優勝。
2011年、第1回囲碁マスターズカップ決勝でライバル小林光一九段に勝利し優勝。タイトル獲得数72となる。
2012年のNEC杯準優勝。囲碁マスターズカップ準優勝。9月27日、史上初めての公式戦通算1400勝を達成。
2014年の第4回囲碁マスターズカップ決勝で小林覚九段に勝利し優勝。タイトル獲得数73となり、2015年の第5回囲碁マスターズカップ決勝で武宮正樹九段に勝利し優勝。タイトル獲得数74となる。

### 名誉名人として
2016年 6月20日に満60歳の誕生日を迎え、名誉名人を名乗ることになる。11月 人工知能の「DeepZenGo」と対決。第2局は負けたものの、第1局・第3局で勝ち越した。5年ぶりに賞金ランクで10位以内に入る（8位）。
2017年4月27日に史上初の公式戦通算1500勝を達成。11月20日、韓国棋院総裁杯シニア囲碁リーグでMVPを獲得。
2018年、第5期大舟杯シニア最強者戦優勝。一方、この年の公式戦成績は14勝16敗に終わり、入段51年目で初の負け越しとなった。
2019年5月20日、紫綬褒章を受章。
2023年、第2回テイケイ杯レジェンド戦で優勝。タイトル獲得数76となる。
2024年5月、直腸癌と食道癌を患っていることを公表。

## 略歴
- 1962年 (06歳) 来日。木谷實に入門。
- 1968年 (12歳) プロ試験合格。入段 (当時の入段最年少記録)。二段。
- 1969年 (13歳) 三段。
- 1970年 (14歳) 四段。
- 1971年 (15歳) 五段。
- 1973年 (17歳) 新鋭トーナメント戦に優勝、初タイトル。六段。
- 1974年 (18歳) 木谷道場から独立。
- 1975年 (19歳) プロ十傑戦に優勝。初の公式タイトル獲得（当時の最年少記録）。
- 1976年 (20歳) 王座獲得 (当時の七大タイトル獲得最年少記録)。名人リーグ入り。
- 1977年 (21歳) 結婚。
- 1978年 (22歳) 八段。
- 1979年 (23歳) 本因坊リーグ入り。
- 1980年 (24歳) 名人位を獲得。韓国で銀冠文化勲章を受章。
- 1981年 (25歳) 九段。史上4人目の名人本因坊。
- 1982年 (26歳) 鶴聖、十段、本因坊、名人の四冠。
- 1983年 (27歳) 棋聖位獲得。大三冠。千葉市に移住。
- 1984年 (28歳) 名人位5連覇。史上初の名誉名人。賞金ランキング1位。
- 1986年 (30歳) 交通事故で全治3か月。碁聖位。
- 1987年 (31歳) 天元位を獲得し史上初のグランドスラムを達成。
- 1988年 (32歳) 十段奪取、天元防衛。
- 1989年 (33歳) 本因坊位を奪還。十段防衛。
- 1991年 (35歳) 世界囲碁選手権富士通杯優勝。
- 1993年 (37歳) 本因坊位5連覇、25世本因坊。
- 1994年 (38歳) 棋聖位を奪還。賞金ランキングで10年ぶりに1位輝く。
- 1995年 (39歳) 賞金ランキング1位
- 1996年 (40歳) 賞金ランキング1位。
- 1997年 (41歳) 11年ぶりに名人奪取 (以後4連覇)、二度目の大三冠達成。賞金ランキング1位。
- 1998年 (42歳) 本因坊位10連覇。賞金ランキング1位。
- 1999年 (43歳) 賞金ランキング6年連続1位[21]。
- 2000年 (44歳) NEC杯優勝。
- 2001年 (45歳) 王座位獲得。NEC杯、早碁選手権戦優勝。
- 2002年 (46歳) 名人戦挑戦。早碁選手権戦、阿含・桐山杯優勝。タイトル獲得65となりタイトル獲得数史上1位。
- 2003年 (47歳) 三星火災杯世界オープン戦優勝。
- 2005年 (49歳) 48歳7か月 (史上最年少)、入段から36年9か月 (史上最速)で史上3人目の通算1200勝を達成。十段位。
- 2006年 (50歳) 十段位防衛。2007年 NHK杯囲碁トーナメントで11年ぶりに優勝。十段位を防衛。阿含・桐山杯準優勝。
- 2008年 (52歳) 51歳11か月 (史上最年少)、入段から40年2か月 (史上最速)で史上2人目の通算1300勝達成。棋聖戦挑戦。NHK杯準優勝。
- 2010年 (54歳) 入段から公式戦通算1364勝 (729敗3持碁4無勝負)を挙げ、林海峰を抜いて勝数史上1位となる[32]。阿含・桐山杯準優勝。
- 2011年 (55歳) 囲碁マスターズカップ優勝。タイトル獲得数72。
- 2012年 (56歳) NEC杯準優勝。囲碁マスターズカップ準優勝。史上初の公式戦通算1400勝を達成。
- 2014年 (58歳) 囲碁マスターズカップ優勝。タイトル獲得数73。
- 2015年 (59歳) 囲碁マスターズカップ優勝。タイトル獲得数74。
- 2016年 (60歳) 満60歳で名誉名人を名乗る。11月、人工知能の「DeepZenGo」と対決。第1局・第3局で勝ち越した。5年ぶりに賞金ランクで10位以内に入る（8位）。
- 2017年 (61歳) 史上初の公式戦通算1500勝を達成[33]。韓国棋院総裁杯シニア囲碁リーグでMVP[27]。
- 2019年 (63歳) 紫綬褒章を受章。囲碁マスターズカップ優勝。タイトル獲得数75。
- 2023年 (66歳) 史上初の公式戦通算1600勝を達成[34][35]。第2回テイケイ杯レジェンド戦優勝。タイトル獲得数76。

## 主な記録
- 正棋士採用試験での史上最年少入段 11歳9か月 [注釈 2]
- 史上最多の三大タイトル獲得 29回
- 史上最多の単一の七大タイトル在位12期（本因坊戦）
- 天元戦36期連続本戦出場 (第36期まで)
- 史上初のグランドスラム
- 史上初の大三冠
- 史上初の七大タイトル10連覇（本因坊戦）
- 史上初の七大タイトル全て2期以上獲得
- 史上初の名誉名人位獲得
- 史上初の通算1500勝 (2017年4月27日、1500勝821敗3持碁4無勝負)[33]
- 史上初の通算1600勝 (2023年12月25日、1600勝899敗3持碁4無勝負)[34][35]
  - 100勝単位の節目の達成は全て当時の最年少記録

後に破られた記録
- 史上最年少棋戦優勝
- 史上最年少七大タイトル挑戦
- 史上最年少七大タイトル獲得

## タイトル優勝結果

### タイトル数76（歴代2位）
| 棋戦           |
| 三大タイトル   |
| 他七大タイトル |
| 国際タイトル   |
| 他大会         |

| 結果 | 回 | 棋戦                        | 開催   | 相手             |
| ---- | -- | --------------------------- | ------ | ---------------- |
| 優勝 | 1  | 第5回新鋭トーナメント       | 1973年 | 羽根泰正八段     |
| 優勝 | 2  | 第6回新鋭トーナメント       | 1974年 | 小林光一七段     |
| 優勝 | 3  | 第12期プロ十傑戦            | 1975年 | 加藤正夫八段     |
| 奪取 | 4  | 第24期王座戦                | 1976年 | 大竹英雄王座     |
| 優勝 | 5  | 第8回新鋭トーナメント       | 1976年 | 時本壱五段       |
| 優勝 | 6  | 八強争覇戦                  | 1976年 | 藤沢秀行天元     |
| 奪取 | 7  | 第4期碁聖戦                 | 1979年 | 大竹英雄九段     |
| 奪取 | 8  | 第5期名人戦                 | 1980年 | 大竹英雄名人     |
| 奪取 | 9  | 第36期本因坊戦              | 1981年 | 武宮正樹本因坊   |
| 防衛 | 10 | 第6期名人戦                 | 1981年 | 加藤正夫九段     |
| 防衛 | 11 | 第7期名人戦                 | 1982年 | 大竹英雄九段     |
| 防衛 | 12 | 第37期本因坊戦              | 1982年 | 小林光一九段     |
| 奪取 | 13 | 第20期十段戦                | 1982年 | 大竹英雄九段     |
| 優勝 | 14 | 第4期鶴聖戦                 | 1982年 | リーグ戦         |
| 奪取 | 15 | 第7期棋聖戦                 | 1983年 | 藤沢秀行棋聖     |
| 防衛 | 16 | 第8期名人戦                 | 1983年 | 大竹英雄九段     |
| 優勝 | 17 | 第30回NHK杯                 | 1983年 | 大竹英雄九段     |
| 防衛 | 18 | 第9期名人戦                 | 1984年 | 大竹英雄九段     |
| 優勝 | 19 | 第3期NECカップ              | 1984年 | 坂田栄男九段     |
| 防衛 | 20 | 第8期棋聖戦                 | 1984年 | 林海峯九段       |
| 防衛 | 21 | 第9期棋聖戦                 | 1985年 | 武宮正樹九段     |
| 優勝 | 22 | 第4期NECカップ              | 1985年 | 小林光一九段     |
| 優勝 | 23 | 第7期鶴聖戦                 | 1985年 | リーグ戦         |
| 奪取 | 24 | 第11期碁聖戦                | 1986年 | 大竹英雄九段     |
| 優勝 | 25 | 第18期早碁選手権戦          | 1986年 | 小林光一九段     |
| 奪取 | 26 | 第13期天元戦                | 1987年 | 小林光一天元     |
| 防衛 | 27 | 第14期天元戦                | 1988年 | 苑田勇一九段     |
| 奪取 | 28 | 第26期十段戦                | 1988年 | 加藤正夫九段     |
| 奪取 | 29 | 第44期本因坊戦              | 1989年 | 武宮正樹本因坊   |
| 防衛 | 30 | 第27期十段戦                | 1989年 | 林海峯九段       |
| 防衛 | 31 | 第45期本因坊戦              | 1990年 | 小林光一九段     |
| 優勝 | 32 | 第23期早碁選手権戦          | 1990年 | 林海峯九段       |
| 防衛 | 33 | 第46期本因坊戦              | 1991年 | 小林光一九段     |
| 優勝 | 34 | 第1回竜星戦                 | 1991年 | 石田芳夫九段     |
| 優勝 | 35 | 第4回世界選手権富士通杯     | 1991年 | 銭宇平九段       |
| 優勝 | 36 | 第24期早碁選手権戦          | 1991年 | 結城聡五段       |
| 優勝 | 37 | 第25期早碁選手権戦          | 1992年 | 王立誠九段       |
| 防衛 | 38 | 第47期本因坊戦              | 1992年 | 小林光一九段     |
| 優勝 | 39 | 第39回NHK杯                 | 1992年 | 王立誠九段       |
| 防衛 | 40 | 第48期本因坊戦              | 1993年 | 山城宏九段       |
| 優勝 | 41 | 第3回竜星戦                 | 1993年 | 柳時熏五段       |
| 奪取 | 42 | 第18期棋聖戦                | 1994年 | 小林光一棋聖     |
| 防衛 | 43 | 第49期本因坊戦              | 1994年 | 片岡聡九段       |
| 奪取 | 44 | 第42期王座戦                | 1994年 | 加藤正夫九段     |
| 防衛 | 45 | 第50期本因坊戦              | 1995年 | 加藤正夫九段     |
| 奪取 | 46 | 第20期棋聖戦                | 1996年 | 小林覚棋聖       |
| 奪取 | 47 | 第21期名人戦                | 1996年 | 武宮正樹名人     |
| 優勝 | 48 | 第29期早碁選手権戦          | 1996年 | 依田紀基九段     |
| 防衛 | 49 | 第51期本因坊戦              | 1996年 | 柳時熏七段       |
| 優勝 | 50 | 第43回NHK杯                 | 1996年 | 小林覚九段       |
| 優勝 | 51 | 第2回JT杯星座戦             | 1996年 | 中小野田智巳八段 |
| 防衛 | 52 | 第21期棋聖戦                | 1997年 | 武宮正樹九段     |
| 防衛 | 53 | 第22期名人戦                | 1997年 | 小林光一九段     |
| 防衛 | 54 | 第52期本因坊戦              | 1997年 | 加藤正夫九段     |
| 防衛 | 55 | 第53期本因坊戦              | 1998年 | 王立誠九段       |
| 防衛 | 56 | 第22期棋聖戦                | 1998年 | 依田紀基九段     |
| 防衛 | 57 | 第23期名人戦                | 1998年 | 王立誠九段       |
| 防衛 | 58 | 第24期名人戦                | 1999年 | 依田紀基九段     |
| 防衛 | 59 | 第23期棋聖戦                | 1999年 | 小林光一九段     |
| 優勝 | 60 | 第19期NECカップ             | 2000年 | 加藤正夫九段     |
| 奪取 | 61 | 第49期王座戦                | 2001年 | 王立誠九段       |
| 優勝 | 62 | 第20期NECカップ             | 2001年 | 加藤正夫九段     |
| 優勝 | 63 | 第34回早碁選手権            | 2001年 | 小林光一九段     |
| 優勝 | 64 | 第35回早碁選手権            | 2002年 | 石田芳夫九段     |
| 優勝 | 65 | 第9期阿含・桐山杯           | 2002年 | 張栩七段         |
| 優勝 | 66 | 第8回三星火災杯             | 2003年 | 朴永訓四段       |
| 優勝 | 67 | 第2回JALスーパー早碁        | 2004年 | 張栩九段         |
| 奪取 | 68 | 第43期十段戦                | 2005年 | 王立誠十段       |
| 防衛 | 69 | 第44期十段戦                | 2006年 | 山下敬吾棋聖     |
| 優勝 | 70 | 第54回NHK杯                 | 2007年 | 結城聡九段       |
| 防衛 | 71 | 第45期十段戦                | 2007年 | 山下敬吾九段     |
| 優勝 | 72 | 第1期マスターズカップ       | 2011年 | 小林光一九段     |
| 優勝 | 73 | 第4期マスターズカップ       | 2014年 | 小林覚九段       |
| 優勝 | 74 | 第5期マスターズカップ       | 2015年 | 武宮正樹九段     |
| 優勝 | 75 | 第9期マスターズカップ       | 2019年 | 小松英樹九段     |
| 優勝 | 76 | 第2回テイケイ杯レジェンド戦 | 2023年 | 小林覚九段       |

## タイトル歴
国内棋戦
色付きは現在在位。

### タイトル
他の棋士との比較は、囲碁のタイトル在位者一覧 を参照。
| タイトル                              | 番勝負           | 獲得年度       | 登場 | 獲得期数                | 連覇            | 永世称号資格   |
| 棋聖                                  | 七番勝負 1-3月   | 83-85,94,96-99 | 12   | 8期 (歴代2位タイ)       | 4 (歴代4位タイ) |                |
| 名人                                  | 七番勝負 9-11月  | 80-84,96-99    | 12   | 9期 (歴代1位)           | 5 (歴代2位)     | 名誉名人       |
| 本因坊                                | 七番勝負 5-7月   | 81-82,89-98    | 14   | 12期 (歴代1位)          | 10 (歴代2位)    | 二十五世本因坊 |
| 王座                                  | 五番勝負 10-12月 | 76,94,01       | 9    | 3期                     |                 |                |
| 天元                                  | 五番勝負 10-12月 | 87-88          | 3    | 2期                     | 2               |                |
| 碁聖                                  | 五番勝負 6-8月   | 79,86          | 5    | 2期                     |                 |                |
| 十段                                  | 五番勝負 3-4月   | 82,88-89,05-07 | 10   | 6期 (歴代2位) (現役1位) | 3               |                |
| 登場回数合計64、獲得合計42期＝歴代2位 |                  |                |      |                         |                 |                |

- NHK杯 優勝4回 （1983年、92年、96年、2007年）
- NEC杯 優勝4回 （1984 - 85年、2000 - 01年）
- 竜星戦 優勝2回 （1991年、93年）
- 早碁選手権戦 優勝7回 （1986年、90 - 92年、96年、2001 - 02年）
- 新鋭トーナメント戦 優勝3回 （1973 - 74年、76年）
- 鶴聖戦 優勝2回 （1982年、85年）
- 囲碁マスターズカップ  優勝4回 （2011年、14年、15年、19年）
- 以下優勝1回 プロ十傑戦 （1975年）、朝日八強争覇戦 （1976年）、秀哉杯 （1996年）、JT杯 （1996年）、阿含桐山杯 （2002年）、JALスーパー早碁 （2004年） 2015年棋戦優勝者選手権戦、大舟杯シニア最強者戦（2018年）、テイケイ杯レジェンド戦（2023年）

国際棋戦
- 富士通杯 優勝1回 （1991年）
- 三星火災杯世界オープン戦 優勝1回 （2003年）

| 囲碁七大タイトル獲得記録 | 囲碁七大タイトル獲得記録 | 囲碁七大タイトル獲得記録      |
| 順位                     | 獲得回数                 | 棋士名                        |
| ------------------------ | ------------------------ | ----------------------------- |
| 1位                      | 62期                     | 二十六世本因坊文裕*           |
| 2位                      | 42期                     | 趙治勲名誉二冠*               |
| 3位                      | 35期                     | 小林光一名誉三冠*             |
| 4位                      | 31期                     | 加藤正夫名誉王座              |
| 5位                      | 24期                     | 張栩九段*                     |
| 6位                      | 21期                     | 二十三世本因坊栄寿            |
| 6位タイ                  | 21期                     | 林海峰名誉天元*               |
| 8位                      | 17期                     | 大竹英雄名誉碁聖              |
| 9位                      | 14期                     | 藤沢秀行名誉棋聖              |
| 9位タイ                  | 14期                     | 山下敬吾九段*                 |
| 表示                     |                          | *は現役棋士 2024年12月6日時点 |

| タイトル獲得数ランキング | タイトル獲得数ランキング | タイトル獲得数ランキング     |
| 順位                     | 獲得回数                 | 棋士名                       |
| ------------------------ | ------------------------ | ---------------------------- |
| 1位                      | 77期                     | 二十六世本因坊文裕*          |
| 2位                      | 76期                     | 趙治勲名誉二冠*              |
| 3位                      | 64期                     | 二十三世本因坊栄寿           |
| 4位                      | 60期                     | 小林光一名誉三冠*            |
| 5位                      | 48期                     | 大竹英雄名誉碁聖             |
| 6位                      | 47期                     | 加藤正夫名誉王座             |
| 7位                      | 41期                     | 張栩九段*                    |
| 8位                      | 36期                     | 依田紀基九段*                |
| 9位                      | 35期                     | 林海峰名誉天元*              |
| 10位                     | 30期                     | 一力遼九段*                  |
| 表示                     |                          | *は現役棋士 2025年7月3日時点 |

## 顕彰等

### 棋道賞
- 最優秀棋士賞 受賞9回 (1980年、1981年、1982年、1984年、1994年、1996年、1997年、1998年、1999年) - 歴代2位
- 最多勝利賞 受賞5回 (1975年、1976年、1979年、1980年、1987年)
- 殊勲賞 受賞4回 (1972年、1974年、1975年、1979年)
- 以下受賞1回 技能賞 (1976年)、連勝賞 (1976年)、国際賞 (2003年)、特別賞 (2004年)、新人賞 (1971年)

### 秀哉賞
- 受賞9回 (1980年、1981年、1982年、1984年、1994年、1996年、1997年、1998年、1999年)

### その他
- 銀冠文化勲章（1980年）
- 日本囲碁ジャーナリストクラブ賞 (1986年)
- 千葉市民栄誉賞 (1996年)
- 紫綬褒章（2019年）

## 棋風
序盤は徹底的に実利を稼ぎ、その後相手の模様に入ってシノギ勝負に持ち込む実利派。
読みの鋭さは随一であり、普通なら侵入不可能とされる相手模様でシノいだり、到底攻めの対象とならない石の壁をもぎ取ったりするなど、大一番に真価を発揮する。
極めて勝負にこだわる性格で、常に最強の手を打とうとする。非常な長考派として知られるが、同時に早碁でも多くの優勝歴を持つ。

## 人柄・エピソード
- 4歳で碁を覚え、わずか1年余りでアマチュア高段者並になる。
- 対局中、よくぼやく（独り言のように、自分の碁の内容への不満や落胆を言う）。「どこへ石が行くんだろうな」「いけませんねぇ、ホンマに」「ヘボちゃんですねえ、全く」「あほちゃいまんねん、パーでんねんか」「ああーいけね」「迷うなあ、迷える子羊ちゃん」「さすがに負けましたかね　こりゃ」などと激しくぼやく。かつては坂田栄男・大平修三とともに「三ぼやき」と言われた。ただし、小林光一によるとこれは考えるリズムをとるためのものであり、「ぼやいていても劣勢とは限らない」「出る言葉はあまり当てにならない」とのこと。調子を取り戻すと、ぼやきは止まる。
- かつては対局中、扇子をかじったり、マッチ棒をポキポキ折りながら考える癖があり、徳用マッチ箱を傍らに置いていた[37]。現在は健康器具やハンカチを手に握りながら対局する。
- 1980年ごろ、居住していた千葉県で発生した地震により、対局時間にまにあわず、十段戦の本戦トーナメントで不戦敗となったことがある[38]。
- 1980年の第五期名人戦第4局にて、趙は自分がコウの取り番（コウを取れる番）か分からなくなり、記録係に確認した。直前の着手は相手（大竹英雄）のコウトリだったため実際には取り番ではなかったが、記録係が「はい」と誤答したため趙はコウを取ってしまった。本来は趙の反則負けであるが、立会人の判定により無勝負となった。タイトル戦においてそれまで1人だった記録係は、この事件を契機に2人になった。
- 盤面に集中し「盤上没我」となるあまり、持ち時間を早くに使い果たし、秒読みギリギリで打つことが多い。
  - 1996年のNHK杯、対藤沢秀行戦では、序盤で（わざと）考慮時間を使い果たして背水の陣を敷き、一勝を挙げたこともある。
  - 2002年の王座戦第二局では、自らの手番にもかかわらず、対局相手 （王銘琬）の手番だと思い込み、記録係の秒読みのうちに打たなかったため、切れ負けするというハプニングを招いた。
  - 2014年のNHK杯、対余正麒戦では、対局中に意識が朦朧とし、秒読みの「8」で着手した直後「あれっ？えっ？（時間）切れちゃった？切れちゃってはないよね？アイタタタ　ボ～ッとしちゃったなぁ…」と口にした（結果は勝利）。
- 碁に対する厳しさや執念を物語るエピソードに事欠かない。
  - 対局中、自らの打った悪手に腹を立て、脇息を投げ飛ばしてしまったことがある。
  - 自らの頭や頬を叩いたり、髪の毛をかきむしる癖がある。
  - 対局を見学していた日本棋院院生が私語をしたところ、ペットボトルを投げつけたことがある。
  - 2009年10月8日、台風18号の影響で交通機関が乱れ、不戦敗の棋士が続出する中、天元戦予選 （対河野貴至戦）のあった趙は不戦敗扱いとなる1分前の59分遅れで対局場に到着。「持ち時間から遅刻時間の3倍をペナルティとして引く」という規定により持ち時間3時間のうち2時間57分を引かれ、さらに息も切れ切れという状況にもかかわらず、勝利をおさめた[39]。
- タイトルマッチ七番勝負 (棋聖戦・名人戦・本因坊戦)の戦績は29勝9敗 (2010年現在)。3連敗4連勝も3回達成している「七番勝負の鬼」 (ただし林海峰に3連勝4連敗したこともある)。
- 将棋が趣味。ネット将棋のハンドルネームは、将棋棋士の羽生善治と谷川浩司からとって「ハブタニ」であると明かしている。
  - 2020年8月26日、囲碁・名人戦の控室で将棋の渡辺明名人と囲碁・将棋の二面指し（囲碁名誉名人と将棋名人との対決という趣向）を行なった。将棋(４枚落ち)は趙名誉名人が、囲碁(９子局）は渡辺名人が勝利した[40]。
- ゴルフを大変愛好しており、その影響か、顔が赤く日焼けしていることが多い。地方で対局をする場合も、その前にゴルフでリフレッシュを図ることが多く、受け入れ担当者はゴルフ場の手配をしておくことが「定石」といわれる[41]。
- ユーモアのある解説で知られる。
  - 1991年 世界囲碁選手権富士通杯決勝で中国の銭宇平九段に不戦勝で優勝したが、3位決定戦に出場予定の小林光一九段も来られずこちらも不戦勝となり、その日の対局は全てなくなってしまう。大盤解説を楽しみに集まった1000人近くのファンのために、急遽、大盤解説者の中澤彩子（当時初段）と公開対局をした（が、あっさりと敗れてしまった）。
  - 2004年の加藤正夫の追悼番組では、（聞き手を務めたにもかかわらず）石田の悪手を遠慮なく次々と指摘したり（下記参照）、自分と加藤の碁の解説をした際にはゴルフの話に持ち込み、「加藤さんがゴルフうまいんだ、また」「加藤さんのスイングを僕は真似したいんだけど…」などと、解説の最中にもかかわらず本当に真似を行なった。
- 解説以外にもユーモアあふれる語り口に定評があり、週刊碁では読者からの質問に答える「お悩み天国MAX　これが治勲のシノギかた」が連載されている。 ニコニコ超会議では同じく将棋界で人気のある加藤一二三九段と囲碁・将棋両方で対局しつつ、トークで場を盛り上げている。[42]
- 「入門者・初心者は、最初は少ない路数の碁盤で学ぼう」という考えから、「よんろの碁」が登場するかなり前の、1994年に発行された『発想をかえる 囲碁とっておき上達法』や『はじめて打つ碁―誰でも楽しく碁が打てるようになる』では、他棋士があまり扱わない3路盤・4路盤・5路盤を詳しく解説している。
- 「NHK囲碁講座」では2014年4月号から「二十五世本因坊治勲のちょっといい碁の話」を連載している。
- 対局のある日は「朝食を食べたら昼食を抜く」「朝食を抜いたら昼食を食べる」のがルーティン[43]。

## 他の棋士たちとのかかわり
- ライバル小林光一とは、129戦して66勝63敗 (2011年現在)とほぼ五分だが、タイトル戦では多く勝ち越している。また129戦は同一カードとして史上最多記録。なお、若手時代は石田・加藤・武宮の「黄金トリオ」に対して、趙・小林は「シルバーコンビ」と呼ばれた[44]。当初は気が合わないとされていたが、輪禍直後に迎えた第10期棋聖戦 (1986年)での小林の率直な対応に、かえって尊敬の念を抱くようになったと、趙は度々語っている[45]。
- 兄弟子の加藤正夫や武宮正樹は、趙を大いに苦手とした。加藤は趙との生涯戦績が42勝71敗とふるわなかったが、趙の大三冠獲得直後の十段戦 (1983年)で3局半目勝ちで勝利するなど、しのぎを削りつづけた。武宮もタイトル戦で苦杯をなめることが多かったが、棋風の対照的な趙との対局は楽しいと語り[46]、NHK杯戦の趙の対局では自ら進んで解説を担当する。
- 石田芳夫を「クールな反面、とても温かい心の持ち主」と慕う。1991年の第46期本因坊戦第1局での敗戦譜について、石田が「趣味の碁」と評したのに対し、趙は「なまじほめられるより、石田さんみたいに手厳しくやっつけてくれたほうが嬉しい」と語った。一方、2004年に放送された加藤正夫の追悼番組では、石田が第32期本因坊戦第7局の敗戦譜を丁寧に解説していくのに対し、趙は石田の悪手を遠慮なく次々と指摘。加藤が白番で両三々に構えた碁だったため、「石田さんが両三々好きだからこの碁はてっきり石田さんが白だと思ってて、石田さん随分うまく打つなと思ってた。そしたら逆だったんだね」と笑い、その後も「（石田のケイマに対し）これは軽やかないい手でしたね。珍しく。」「石田さんのいい手を紹介してもしょうがないから省きましょう」「このコスミがこれとセットで本因坊を逃した原因じゃない？」「情けないですねぇ。気持ちが逃げてる。」などと罵倒。石田は趙の的確な指摘に反論できず、苦笑いするしかなかった。締めくくりに石田が「失礼しました」というと、趙は「しっかりやれ」と返し、その場らしからぬ爆笑をもたらした。
- 坂田栄男とは18歳のとき、日本棋院選手権戦で2連勝3連敗という痛恨の逆転負けを喫して以来、公式戦で13連敗し、苦い体験を重ねた。しかしその間に、坂田の碁に大きな影響を受け、現在の棋風を確立していくことになる。坂田没後、お別れの会の弔辞で、趙は「坂田先生と対局し、13連敗したのが僕の一生の宝物」と語り、涙ぐんだ[47]。
- 林海峰とは1962年に来日直後、6歳で初対局。五子のハンデの公開対局で勝利し、大きな話題となった。これについて趙は後年、「林先生が緩めてくれたんだと思う」「 (このあと木谷道場で加藤正夫に星目以上まで打ち込まれ)これがつまづきのもとだった」と述懐している[48]。棋聖戦の3連敗後4連勝で大三冠となり迎えた1983年の本因坊防衛戦で、林と対戦。今度は趙が3連勝後4連敗の大逆転負けを喫し、わずか4か月で大三冠を失った。ある公式戦では、終局が午前1時であったにもかかわらず、双方熱心なあまり検討で夜を明かし、午前10時半まで続いた。
- 小林光一の義理の息子に当たる張栩には27戦して6勝21敗 (2012年初現在)と大きく負け越しており、天敵というべき存在である。
- 張栩以外の第一線の棋士では、高尾紳路にも4勝14敗 (2012年春現在)と大きく負け越している。山下敬吾にも当初負けがこんでいたが、「最近人格が出てきて、勝たせてくれるようになった」[49] と冗談交じりに語っている。
- 最年少タイトル獲得記録をはじめ、次々と趙の記録を塗り替えていく井山裕太に関して聞かれた際に、「私は最年長記録を更新したい」と抱負を語り、笑いを誘った。自著では「治勲を嫌いな人が多い中、治勲のことが好きという変わり者」[50] とされ、井山の大三冠獲得後には「ぼくだけの記録だったのに、井山裕太め……」[51] とボヤキを記している。前人未到となる本因坊11連覇達成（第77期本因坊戦第4局）の立会人は趙だったが、局後「昨年、井山さんに記録が並ばれて幸せだった。正直、記録が抜かれたのは残念だけど、11連覇で終わるのもやめてほしい。僕の記録と比較されて、目の上のたんこぶみたいになるから。できるなら20連覇ぐらいして、はるかかなたに行ってほしい」[52]とコメントした。
- 叔父は韓国囲碁界黎明期トップ棋士で韓国棋院理事も務めた趙南哲 (チョ・ナムチョル、조남철)、15つ年上の実兄に退役の囲碁棋士の趙祥衍 (チョ・サンヨン、조상연)七段。門下に金秀俊 (キム・スジュン、김수준)、松本武久、鶴山淳志がいる。
- 高校生時代の坂井秀至の碁について、プロにならないのはもったいないとした記者評とは対照的に、「アマチュアには適用しても、プロではだめでしょ」と厳しく講評した。のちにアマチュア本因坊となった坂井も、手合割 (二子)への不満から、当時本因坊だった趙とのプロアマ対局を拒否している[53]。坂井は後にプロ入りし、七大タイトルの一つである碁聖を獲得した。

## 主な著作
棋書

太字は打碁集。
- 『算悦・算知・道悦』 (日本囲碁大系 第2巻) 筑摩書房、1977年
- 『趙治勲』 (現代花形棋士名局選 別巻2) 日本棋院、1977年
- 『趙治勲打碁傑作選 (上下)』日本棋院、1981年
- 『趙治勲』 (現代囲碁大系43) 講談社、1983年
- 『一手の詰碁』 (一手シリーズ) 成美堂出版、1984年[注釈 4]
- 『一手の手筋』 (一手シリーズ) 成美堂出版、1984年
- 『続・一手の詰碁』 (一手シリーズ) 成美堂出版、1985年
- 『続・一手の手筋』 (一手シリーズ) 成美堂出版、1985年
- 『趙治勲』 (現代囲碁名勝負シリーズ) 講談社、1986年
- 『差をつけるヨセ上達法 (日本棋院新書―昇段編)』 日本棋院、1987年
- 『趙治勲傑作選』全三巻、筑摩書房、1993年
- 『よく分かるヨセの基本 (日本棋院新書―進級編)』 日本棋院、1994年
- 『強くなるヨセの知識 (日本棋院新書―入段編)』 日本棋院、1994年
- 『発想をかえる 囲碁とっておき上達法』 日本棋院、1994年
- 『はじめて打つ碁―誰でも楽しく碁が打てるようになる』筑摩書房、1994年
- 『おぼえたての碁―はじめたばかりの碁がたちまち強くなる』 筑摩書房、1995年
- 『基本死活事典 (上)』 日本棋院、1996年
- 『基本死活事典 (下)』 日本棋院、1996年
- 『カベ攻めの極意―モヨウをも攻めるべきと、発想の転換をうながす (新・木谷道場入門5)』河出書房新社、1996年
- 『シノギの真髄―石は死ぬものではないと、生きる術を徹底探求 (新・木谷道場入門7)』河出書房新社、1997年
- 『趙治勲 囲碁達人囲碁指南』 (全6巻) 河出書房新社、1998年
- 『ツケの技法 最強囲碁塾』 河出書房新社、2001年
- 『キリの技法 最強囲碁塾』 河出書房新社、2002年
- 『キカシの哲学 最強囲碁塾』 河出書房新社、2003年
- 『趙治勲 名局細解』 誠文堂新光社、2004年
- 『趙治勲流 (1) 地取り戦法―地を取ることは厚い (MYCOM囲碁ブックス)』 毎日コミュニケーションズ、2005年
- 『趙治勲 序盤の絶対感覚』 マイナビ出版、2014年
- 『趙治勲詰碁ハンドブック』 マイナビ出版、2017年
- 『趙治勲の囲碁手筋ハンドブック』 マイナビ出版、2020年

ひと目シリーズ (毎日コミュニケーションズ)
- 『ひと目の手筋』 2003年
- 『ひと目の詰碁』 2003年
- 『初段突破! ひと目の布石』 2007年
- 『もっと ひと目の詰碁』 2007年
- 『ひと目のヨセ』 2008年
- 『ひと目の手筋 問題集600』 2008年
- 『ひと目の布石』 2009年
- 『ひと目の定石』 2009年
- 『ひと目の総合問題』 2010年
- 『ひと目の攻めと守り』 2010年
- 『ひと目のコウ』 2011年
- 『ひと目の攻め合い』 2011年
- 『ひと目の詰碁 レベルアップ編』 2011年
- 『ひと目の手筋 レベルアップ編』 2011年
- 『ひと目の2択 石の形編』 2012年
- 『ひと目の2択 死活編』 2012年
- 『ひと目の実戦問題 慈風編』 2013年
- 『ひと目の布石 レベルアップ編』 2013年
- 『ひと目の定石 レベルアップ編』 2013年
- 『ひと目の2択 一手の価値編』 2013年
- 『ひと目の急所』 2014年
- 『令和版 囲碁 ひと目の布石』 2021年
- 『令和版 囲碁 ひと目の定石』 2023年

その他
- 『命がけで打つ』 実業之日本社、1981年 (25歳までの自伝)
- 中野孝次共著『盤に臨んで燃える』 朝日出版社、1985年
- 『地と模様を超えるもの-趙治勲の囲碁世界-』 河出書房新社、1999年
- 『お悩み天国―治勲の爆笑人生相談室』 既刊4巻、日本棋院、2013年 - 2018年
- 『囲碁と生きる』 日本棋院、2022年
- 『私の履歴書』日本経済新聞（朝刊に30回連載）、2024年5月

## 年表
| - タイトル戦の欄の氏名は対戦相手。うち、色付きのマス目は獲得（奪取または防衛）。濃い色付きのマス目は名誉称号獲得。青色は挑戦者または失冠。黄色はリーグ入り。 - 棋道賞は、最 : 最優秀棋士賞、 優 : 優秀棋士賞、 特別 : 特別賞、 率 : 勝率一位賞、 勝 : 最多勝利賞、 対 : 最多対局賞、 連 : 連勝賞、 国際 : 国際賞、 新人 : 新人賞、 哉 : 秀哉賞 |

|              | 棋聖                             | 十段                  | 本因坊                | 碁聖          | 名人                    | 王座           | 天元         | 棋道賞     | 賞金対局料  | 備考                       |
| ------------ | -------------------------------- | --------------------- | --------------------- | ------------- | ----------------------- | -------------- | ------------ | ---------- | ----------- | -------------------------- |
| 棋聖戦 1-3月 | 十段戦 3-4月                     | 本因坊戦 5-7月        | 碁聖戦 6-8月          | 名人戦 9-11月 | 王座戦 10-12月          | 天元戦 10-12月 |              |            | 入段は1968  |                            |
| 1976         |                                  |                       |                       |               | リーグ入り              | 大竹英雄 2-1   |              | 勝 技能    |             | 当時の7大タイトル 最少記録 |
| 1977         |                                  |                       |                       |               | 陥落                    | 工藤紀夫 0-2   |              |            |             |                            |
| 1978         |                                  |                       |                       |               | 4位                     |                |              |            |             |                            |
| 1979         |                                  |                       | リーグ入り            | 大竹英雄 3-0  | 5位                     |                |              | 勝 連 殊勲 |             |                            |
| 1980         |                                  |                       |                       | 大竹英雄 1-3  | 大竹英雄 4-1 1無        |                |              | 最 勝      |             |                            |
| 1981         |                                  |                       | 武宮正樹 4-2          |               | 加藤正夫 4-0            |                |              | 最         |             | 史上4人目の名人本因坊      |
| 1982         |                                  | 大竹英雄 3-1          | 小林光一 4-2          | 大竹英雄 2-3  | 大竹英雄 4-1            |                |              | 最         |             |                            |
| 1983         | 藤沢秀行 4-3 大三冠達成 四冠達成 | 加藤正夫 2-3 四冠終了 | 林海峰 3-4 大三冠終了 |               | 大竹英雄 4-1            |                |              |            |             | 史上初の大三冠達成         |
| 1984         | 林海峰 4-2                       |                       |                       |               | 大竹英雄 4-3            |                |              | 最         | 6686 (1位)  | 史上初の名誉名人           |
| 1985         | 武宮正樹 4-3                     |                       |                       |               | 小林光一 3-4            |                |              |            | 5892 (2位)  |                            |
| 1986         | 小林光一 2-4                     |                       |                       | 大竹英雄 3-0  | プレーオフ              |                |              |            | 3826 (4位)  |                            |
| 1987         |                                  |                       |                       | 加藤正夫 1-3  | 3位                     | 加藤正夫 1-3   | 小林光一 3-2 | 勝         | (4位)       | 史上初のグランドスラム達成 |
| 1988         |                                  | 加藤正夫 3-2          |                       |               | 3位                     |                | 苑田勇一 3-2 |            | 4602 (4位)  |                            |
| 1989         |                                  | 林海峰 3-0            | 武宮正樹 4-0          |               | 4位                     |                | 林海峰 2-3   |            | 5965 (2位)  |                            |
| 1990         |                                  | 武宮正樹 2-3          | 小林光一 4-3          |               | 3位                     |                |              |            | 4903 (3位)  |                            |
| 1991         |                                  | 武宮正樹 2-3          | 小林光一 4-2          |               | 3位                     |                |              |            | 7000 (2位)  |                            |
| 1992         |                                  |                       | 小林光一 4-3          |               | 2位                     |                |              |            | 5652 (2位)  |                            |
| 1993         |                                  |                       | 山城宏 4-1            |               | プレーオフ              |                |              |            | 4564 (2位)  | 25世本因坊                 |
| 1994         | 小林光一 4-2                     |                       | 片岡聡 4-3            |               | 2位                     | 加藤正夫 3-2   |              | 最         | 9111 (1位)  |                            |
| 1995         | 小林覚 2-4                       |                       | 加藤正夫 4-1          |               | 3位                     | 王立誠 0-3     |              |            | 7561 (1位)  |                            |
| 1996         | 小林覚 4-3                       |                       | 柳時熏 4-2            |               | 武宮正樹 4-2 大三冠達成 |                |              | 最         | 13367 (1位) | 2度目の大三冠              |
| 1997         | 小林覚 4-1                       |                       | 加藤正夫 4-0          |               | 小林光一 4-2            |                |              | 最         | 11805 (1位) |                            |
| 1998         | 依田紀基 4-2                     |                       | 王立誠 4-2            |               | 王立誠 4-2              |                |              | 最         | 13360 (1位) | 本因坊位10連覇             |
| 1999         | 小林光一 4-2                     |                       | 趙善津 2-4 大三冠終了 |               | 依田紀基 4-1            | 王立誠 1-3     |              | 最         | 10695 (1位) |                            |
| 2000         | 王立誠 2-4                       |                       | 2位                   |               | 依田紀基 0-4            | 王立誠 1-3     |              |            | 7706 (2位)  |                            |
| 2001         | 3位                              |                       | 3位                   |               | 2位                     | 王立誠 3-0     |              |            | 6741 (2位)  |                            |
| 2002         | 1位                              |                       | 4位                   |               | 依田紀基 1-4            | 王銘琬 2-3     |              |            | 5656 (3位)  | タイトル獲得数歴代１位     |
| 2003         | 4位                              |                       | 陥落                  |               | 5位                     |                |              | 国際       | 3471 (6位)  |                            |
| 2004         | 1位                              |                       |                       |               | 陥落                    |                |              | 特別       | 2766 (7位)  |                            |
| 2005         | 陥落                             | 王立誠 3-2            |                       |               |                         |                |              |            | 2173 (9位)  |                            |
| 2006         |                                  | 山下敬吾 3-1          |                       |               |                         |                |              |            | 2639(8位)   |                            |
| 2007         | 陥落                             | 山下敬吾 3-2          |                       |               |                         |                |              | 優         | 4110 (4位)  |                            |
| 2008         | 山下敬吾 3-4                     | 高尾紳路 0-3          |                       |               | 3位                     |                |              |            | 3623 (6位)  |                            |
| 2009         | 3位                              |                       |                       |               | 6位                     |                |              |            | 1650 (8位)  |                            |
| 2010         | 陥落                             |                       |                       |               | 6位                     |                |              |            | 1803 (9位)  |                            |
| 2011         |                                  |                       |                       |               | 陥落                    |                |              |            | 1529 (7位)  |                            |
| 2012         |                                  |                       |                       |               |                         |                |              |            |             |                            |
| 2013         |                                  |                       |                       |               |                         |                |              |            |             |                            |
| 2014         | 3位                              |                       |                       |               |                         |                |              |            |             |                            |
| 2015         | 陥落                             |                       |                       |               |                         |                |              |            |             |                            |
| 2016         | Aリーグ 陥落                     |                       |                       |               |                         |                |              |            | (8位)       |                            |
| 2017         | Bリーグ 1位                      |                       |                       |               |                         |                |              |            |             |                            |
| 2018         | Aリーグ 3位                      |                       |                       |               |                         |                |              |            |             |                            |
| 2019         | Aリーグ 6位                      |                       |                       |               |                         |                |              |            |             |                            |
|              | 棋聖                             | 十段                  | 本因坊                | 碁聖          | 名人                    | 王座           | 天元         | 賞         | 賞金        | 備考                       |